# Morobe
Prowincja Morobe (ang. Morobe Province) – prowincja Papui-Nowej Gwinei, położona we wschodniej części wyspy Nowa Gwinea, nad Morzem Koralowym, nad zatoką Huon. Ośrodkiem administracyjnym prowincji jest miasto Lae. Prowincja, którą zamieszkuje blisko 675 tys. osób, po podziale prowincji Southern Highlands w 2012 stała się najludniejszą prowincją kraju.